# GP d'Hasselt
Le GP d'Hasselt est une course de cyclo-cross disputée à Hasselt en Belgique. Il fait partie du Trophée Banque Bpost (ex Trophée Gazet van Antwerpen), de 2006 à 2014.

## Palmarès

### Hommes élites
| Année | Vainqueur        | Deuxième            | Troisième          |
| ----- | ---------------- | ------------------- | ------------------ |
| 2005  | Sven Nys         | Richard Groenendaal | Tom Vannoppen      |
| 2006  | Gerben de Knegt  | Bart Wellens        | Sven Nys           |
| 2007  | Sven Nys         | Bart Wellens        | Niels Albert       |
| 2008  | Bart Wellens     | Kevin Pauwels       | Rob Peeters        |
| 2009  | Zdeněk Štybar    | Kevin Pauwels       | Niels Albert       |
| 2010  | Kevin Pauwels    | Zdeněk Štybar       | Sven Nys           |
| 2011  | Kevin Pauwels    | Zdeněk Štybar       | Sven Nys           |
| 2012  | Sven Nys         | Niels Albert        | Kevin Pauwels      |
| 2013  | Sven Nys         | Niels Albert        | Klaas Vantornout   |
| 2014  | Kevin Pauwels    | Wout van Aert       | Tom Meeusen        |
| 2015  | Sven Nys         | Tom Meeusen         | Kevin Pauwels      |
| 2016  | Laurens Sweeck   | Clément Venturini   | Corné van Kessel   |
| 2017  | Corné van Kessel | Toon Aerts          | David van der Poel |
| 2018  | Kevin Pauwels    | Jens Adams          | Eli Iserbyt        |

### Femmes
| Année | Vainqueur     | Deuxième               | Troisième                  |
| ----- | ------------- | ---------------------- | -------------------------- |
| 2013  | Sanne Cant    | Helen Wyman            | Gabriella Durrin           |
| 2014  | Sanne Cant    | Pauline Ferrand-Prévot | Sophie de Boer             |
| 2015  | Sanne Cant    | Maud Kaptheijns        | Ellen Van Loy              |
| 2016  | Sanne Cant    | Ellen Van Loy          | Elle Anderson              |
| 2017  | Loes Sels     | Ellen Van Loy          | Ceylin del Carmen Alvarado |
| 2018  | Ellen Van Loy | Denise Betsema         | Sanne Cant                 |

### Hommes espoirs
| Année | Vainqueur             | Deuxième                | Troisième              |
| ----- | --------------------- | ----------------------- | ---------------------- |
| 2005  | Kevin Pauwels         | Zdeněk Štybar           | Rob Peeters            |
| 2006  | Dieter Vanthourenhout | Rob Peeters             | Kenny Geluykens        |
| 2007  | Philipp Walsleben     | Tom Meeusen             | Jempy Drucker          |
| 2008  | Philipp Walsleben     | Kenneth Van Compernolle | Tom Meeusen            |
| 2009  | Tom Meeusen           | Róbert Gavenda          | Jim Aernouts           |
| 2010  | Jim Aernouts          | Lars van der Haar       | Vincent Baestaens      |
| 2011  | Lars van der Haar     | Micki van Empel         | Wietse Bosmans         |
| 2012  | Wietse Bosmans        | Michael Vanthourenhout  | Tim Merlier            |
| 2013  | Wout van Aert         | Mathieu van der Poel    | Gianni Vermeersch      |
| 2014  | Diether Sweeck        | Laurens Sweeck          | Michael Vanthourenhout |

### Hommes juniors
| Année | Vainqueur            | Deuxième           | Troisième         |
| ----- | -------------------- | ------------------ | ----------------- |
| 2005  | Sven Verboven        | Dennis Vanendert   | Kevin Cant        |
| 2006  | Jim Aernouts         | Stef Boden         | Sven Verboven     |
| 2007  | Lubomír Petruš       | Dany Lacroix       | Ruben Veestraeten |
| 2008  | Wietse Bosmans       | David van der Poel | Angelo De Clercq  |
| 2009  | David van der Poel   | Bart De Vocht      | Gianni Vermeersch |
| 2010  | Diether Sweeck       | Laurens Sweeck     | Toon Aerts        |
| 2011  | Mathieu van der Poel | Daan Hoeyberghs    | Pjotr van Beek    |
| 2012  | Mathieu van der Poel | Yannick Peeters    | Stijn Caluwé      |
| 2014  | Thijs Wolsink        | Alessio Dhoore     | Jarne Driesen     |
| 2015  | Arne Vrachten        | Timo Kielich       | Mathijs Wuyts     |
| 2016  | Thomas Pidcock       | Arne Vrachten      | Sander Lemmens    |
| 2017  | Jarno Bellens        | Ryan Cortjens      | Maxim Dewulf      |
| 2018  | Ryan Cortjens        | Ward Huybs         | Lewis Askey       |